# Гусейнзаде, Мехти Ганифа оглы
Мехти́ Гани́фа оглы́ Гусейнзаде́ (Гусейнов), также известен под партизанским псевдонимом Михайло (азерб. Mehdi Hənifə oğlu Hüseynzadə; 22 декабря 1918, Баку — 2 ноября 1944, Витовле, ныне Словения) — советский военный, лейтенант Красной армии, командир миномётного взвода, участник Великой Отечественной войны с июля 1942 года, азербайджанец по национальности.
В августе 1942 года был тяжело ранен в сражении у Калача-на-Дону и попал в немецкий плен. Для того, чтобы вырваться из плена, Гусейнзаде вступил в Азербайджанский легион и впоследствии был зачислен в 162-ю Тюркскую пехотную дивизию. Пребывая в составе вермахта, создал подпольную организацию из числа бывших военнопленных азербайджанцев.
В начале февраля 1944 года совершил совместно с группой товарищей успешный побег из немецкой воинской части, расположенной в окрестностях Триеста, и добровольно вступил в ряды Народно-освободительной армии Югославии (НОАЮ). Там по собственной инициативе стал разведчиком-диверсантом, действующим в немецком тылу, возглавлял одну из диверсионно-разведывательных групп 9-го Словенского корпуса НОАЮ. Совершал смелые и дерзкие диверсии против немецких войск на оккупированной ими территории Словенского Приморья (часть Венеции-Джулии).
Погиб 2 ноября 1944 года в селе Витовле в столкновении с немецким воинским подразделением. В 1957 году Мехти Гусейнзаде было присвоено звание Героя Советского Союза (посмертно), единственному из партизан Югославии — граждан СССР.

## Жизненный путь

### До войны
Мехти Гусейнзаде родился 22 декабря 1918 года в Баку. Его отец Ганифа Гусейнов (1881—1922) был одним из активных борцов за установление советской власти в Азербайджане, членом «Гуммета». Позже он стал начальником городской милиции, участвовал в борьбе с бандитизмом на территории Азербайджана, в последние дни жизни работал начальником административного отдела Баксовета. Отец Мехти умер в 1922 году, согласно воспоминаниям племянницы Мехти — вследствие ран, полученных в бою с конными казаками. Через пять лет после отца умерла мать, Гюллю, и осиротевших Мехти и его сестёр Пикю и Хурриет взяла на воспитание сестра отца Санам-ханум.
В 1925 году Мехти поступил в семилетнюю школу № 77. Его учителями были писатель Сулейман Сани Ахундов и композитор Саид Рустамов. Мехти с ранних лет любил рисование и музыку. Окончив в 1932 году семь классов, он поступил в Бакинское художественное училище. Там его однокашниками были будущий искусствовед Мурсал Наджафов, театральный художник Аскер Аббасов и будущий народный художник Азербайджана Кязим Кязимзаде. Гараш Мадатов приводит воспоминания друга Мехти Гусейнзаде, доктора искусствоведения М. Наджафова: «Мехти очень искренне относился к педагогам и студентам. Он был образцовым студентом, хорошим товарищем и активным общественником. Ещё будучи студентом, удачно нашёл художественное решение ряда литературных произведений, в том числе, книги поэта А. Фаруха „На дорогах битвы“». Интересы Мехти не ограничивались рисованием. Он любил поэзию, постоянно читал произведения классиков азербайджанской и русской литературы, наизусть знал многие стихотворения Омара Хаяма, Молла Панах Вагифа, Гусейна Джавида.
Окончив Бакинское художественное училище в 1936 году, Мехти Гусейнзаде дважды пытался поступить в Художественную академию в Ленинграде, однако это ему не удалось. В 1937 году он стал студентом факультета французского языка Ленинградского института иностранных языков. В 1940 году он по семейным обстоятельствам перевёлся на 3-й курс Азербайджанского педагогического института.

### Война

#### Мобилизация и фронт
После нападения Германии на Советский Союз в 1941 году Мехти Гусейнзаде подал заявление в военный комиссариат с просьбой призвать его в Красную армию, был мобилизован Дзержинским районным военным комиссариатом города Баку в августе 1941 года и направлен на учёбу в Тбилисское военное пехотное училище. Здесь его приняли кандидатом в члены ВКП(б). По окончании училища в июле 1942 года лейтенанта Гусейнзаде направили на фронт, где он в качестве командира миномётного взвода участвовал в боях под Сталинградом. В это время в письме своей сестре Хурриет он сообщал: «Я не знаю, останусь ли в живых или нет, но даю слово, что не придётся вам опускать голову из-за меня, и когда-нибудь вы обо мне услышите. Если я погибну, то погибну как герой, смертью храбрых». В августе 1942 года Гусейнзаде был тяжело ранен в сражении у Калача-на-Дону и попал в плен.

#### Плен и служба в вермахте
После излечения Гусейнзаде перевели в лагерь для военнопленных в Миргороде. В этом городе располагался главный центр формирования восточных легионов вермахта — т. н. Штаб подготовки и обучения иностранных добровольческих формирований из советских военнопленных (нем. Aufstellungs- und Ausbildungsstab für ausIändische Freiwilligen-Verbände aus sowjetrussischen Kriegsgefangenen). Основным источником пополнения восточных легионов вермахта рассматривались советские военнопленные соответствующих национальностей. В лагере Гусейнзаде познакомился с военнопленным Джавадом Акимовым (Хакимли), ставшим его самым близким другом и сподвижником. Нечеловеческие условия лагерной жизни вынудили его, как и многих других пленных азербайджанцев, сделать выбор между смертью в концлагере или коллаборационизмом. Стремление вырваться из плена определило решение Гусейнзаде вступить в Азербайджанский легион. Его целью в этот период был побег из плена.
21 мая 1943 года немецкое командование образовало из Азербайджанского, Грузинского и Туркестанского легионов 162-ю Тюркскую пехотную дивизию. Для её формирования личный состав Азербайджанского легиона, пребывавший на оккупированной территории Украины, был переброшен летом 1943 года на учебный полигон Нойхаммер (Силезия). В числе других легионеров Гусейнзаде был переведён в учебно-тренировочный лагерь Штранс указанного полигона. Во вновь формируемой дивизии он числился пропагандистом при штабе 314-го Азербайджанского пехотного полка.
Итальянский историк Марина Росси пишет, что в Штрансе легионеров обучали борьбе с повстанцами. В то же время в формируемой дивизии велась работа по оказанию политического влияния на солдат. Так, Азербайджанский легион издавал собственную газету на латинице. Росси отмечает, что «благодаря своим блестящим способностям и владению несколькими иностранными языками», Гусейнзаде был привлечён немцами для пропагандистской работы, в том числе в печати и на радио. По словам Росси, «магнетическая личность Мехти очаровывала товарищей по оружию, пленных, а также офицеров германского командования». Вместе с тем Гусейнзаде использовал доверие немцев против них самих. Соратник Гусейнзаде Фарух Султанов вспоминал о периоде нахождения в Штрансе и своём знакомстве с Мехти Гусейнзаде: «Первые дни нашего пребывания в лагере были тяжёлыми. А там произошло наше знакомство с Мехти. Своей жизнерадостностью и весёлостью этот парень вселял веру, надежду в людей. Советовал не печалиться, а искать пути выхода отсюда. И мы начали вести агитационную работу…» Была создана подпольная организация во главе с Гусейнзаде. В числе руководителей групп были Джавад Хакимли, Садых Надирли, Микаил Кулибеков, Касум Амрахов и другие.
15 сентября 1943 года командование вермахта отдало приказ о подчинении 162-й дивизии группе армий «Б» для её задействования в борьбе против партизан в Северной Италии. 22 сентября началась переброска 162-й дивизии из Нойхаммера в Любляну. 25 сентября дивизии приказали продолжить передислокацию через Трбиж в Удине для того, чтобы заменить там советское оружие на трофейное итальянское. Как только оружие заменили, командование группы армий «Б» получило 5 октября приказ передислоцировать 162-ю дивизию в район Загреба для занятия исходных позиций с целью участия в операции против словенских партизан. Отправка дивизии началась 7 октября. До 14 октября 38 эшелонов доставили в район Кршко штаб дивизии и в район Севницы усиленный 314-й пехотный полк. В районе Удине остались небольшие гарнизоны двух пехотных полков и часть 236-го артполка дивизии. Согласно замыслу немецкого плана, 162-й дивизии предстояло теперь участвовать вместе с другими немецкими войсками в зачистке от партизан района Словении юго-восточнее и южнее Любляны. Для этого словенских партизан надлежало отрезать от хорватских, а затем, наступая с севера, востока и юга, а также блокируя район операции на западе, уничтожить партизанские формирования. Гусейнзаде не доехал со своим 314-м полком до района боевых действий. В процессе транспортировки он заболел и длительное время лечился в госпитале в Граце.

#### Военно-политическая обстановка на северо-востоке Италии осенью — зимой 1943/1944 года
После капитуляции Италии, объявленной 8 сентября 1943 года, Верховный пленум Освободительного фронта (ОФ) Словении принял 16 сентября 1943 года решение о присоединении Словенского Приморья к объединённой Словении в составе «свободной и демократической Югославии», а итальянскому национальному меньшинству предоставил автономию. В ноябре это решение утвердили на Втором заседании АВНОЮ. Однако Германия оккупировала итальянские территории Словенского Приморья и Люблянской провинции и образовала там так называемую Оперативную зону Адриатического побережья. Территория оперативной зоны представляла для немецкого командования важное стратегическое значение, так как она обеспечивала связь с войсками на Балканах и в Италии. Все действующие здесь воинские части подчинялись штабу группы армий «Б», расположенному в северной Италии. Немецкое командование рассматривало партизанские силы, действующие между Любляной, Триестом, Удине и Трбижем, в качестве наибольшей опасности и ставило задачу войскам вермахта, СС и полиции полностью ликвидировать их. Комментируя решение командования вермахта перебросить насчитывавшую около 12 тысяч человек 162-ю пехотную дивизию на территорию оперативной зоны для борьбы с партизанами, Михаил Талалай отмечает: «В отношении солдат из Азии и Кавказа нацистское командование также использовало их национальные чувства, фальшиво обещая грядущую независимость, но используя бывших пленных как пушечное мясо».
Немецкие осенние наступательные операции в Словенском Приморье и Гореньске нанесли тяжёлый урон действовавшим здесь партизанским соединениям. Боевые действия показали, что территория к западу от реки Соча была мало пригодна для базирования крупных партизанских формирований. Поэтому югославское партизанское командование III «Альпийской» оперативной зоны приказало 2 декабря 1943 года подчинённым соединениям и частям отвести войска за левый берег Сочи в район восточнее Толмина и Кобарида и сосредоточило их на плато Баньшка-Планота и в Трновском лесу. После упорядочения частей и соединений III зоны из них сформировали 21 декабря 1943 года 9-й корпус НОАЮ с районом операций в Словенском Приморье, Венецианской Словении, западной Гореньске, западной Каринтии и Резии. С начала 1944 года части 9-го корпуса пополнялись новыми бойцами, проводили атаки на гарнизоны и опорные пункты противника в районе Гориции и Гореньске, наносили удары по линиям коммуникаций и отразили немецкое наступление на Трновский лес. К февралю 9-й корпус контролировал территорию Трновского леса до реки Соча и большую часть гористых районов Гореньской.

#### Переход в ряды словенских партизан
Пребывание 162-й дивизии на словенской земле сопровождалось переходами её легионеров на сторону НОАЮ. В связи с ростом числа перебежчиков («русских, монголов» и т. д.) Главный штаб народно-освободительной армии и партизанских отрядов (НОАиПО) Словении издал 15 декабря 1943 года приказ штабу 7-го корпуса НОАЮ об организации работы с перебежчиками. Согласно приказу, установление связи с военнослужащими немецких гарнизонов и организация дезертирства из рядов противника рассматривались в качестве важных задач разведки. Подчёркивалась необходимость включения перебежчиков в партизанские подразделения и предоставления им возможности бороться с оккупантами, считаясь при этом с вероятностью наличия в их числе вражеской агентуры. Требовалось дать возможность офицерам-перебежчикам доказать свою искренность сначала в качестве рядовых бойцов, а отличившихся назначать на командные должности. Рекомендовалось привлекать таких лиц к написанию листовок на языках, понятных солдатам из неприятельских гарнизонов, использовать их для установления связи с контингентами этих гарнизонов, организации дезертирства и перехода на сторону НОАЮ с оружием и предварительным убийством немецких офицеров и т. д. 19 января 1944 года отдел разведки Главного штаба НОАиПО Словении доложил Верховному штабу НОАЮ о дезертирстве иностранцев из немецких воинских частей в последние два месяца 1943/1944 годов с целью вступления в ряды партизан. В документе сообщалось: «Мы зачисляем их бойцами в части и ставим каждого из них под строжайший и непрерывный контроль. У некоторых быстро вскрывалась их провокаторская работа и их тут же расстреливали. Из лиц ненемецкой национальности к нам перебегают в основном туркестанцы из 162-й Туркестанской дивизии. В общей сложности к нашим подразделениям на данный момент присоединилось около 100 представителей этих национальностей».
В начале января 1944 года штабная рота и подразделения 314-го полка, в которых состояли Мехти и многие члены подпольной организации, были переведены в предместье Триеста в посёлки Контовелло, Опичина и др. В Контовелло Гусейнзаде удалось выйти на контакт с подпольщицей Освободительного фронта Словении (ОФ). Это стало возможным в результате поисков в ходе бесед в трактирах и при личных встречах с местными жителями. К концу января начались переговоры о переходе к партизанам. Цирил Зупанц отмечал: «Это должно было быть очень секретно, потому что нельзя было допустить утечку сведений к немецкому командованию, иначе были бы немедленные аресты, тюрьмы, расстрелы».
О сложности установления связи с подпольем ОФ для Гусейнзаде и его товарищей сообщает Марина Росси. Согласно её изложению этих событий, в феврале 1944 года произошли «первые решающие встречи с некоторыми связными ОФ, в том числе со Станиславой Чебулец (партизанский псевдоним Катра)». Одной из задач Чебулец была вербовка солдат 162-й дивизии вермахта. Её поручительство являлось определяющим для партизанского командования при принятии решения о доверии перебежчикам. Чебулец установила контакт с Гусейнзаде после получения сведений о поиске им связи с партизанами, предварительно заручившись санкцией штаба 9-го корпуса. Как вспоминала Чебулец, их сотрудничество началось через брата одной её знакомой — владельца магазина, в котором немцы делали покупки. Чебулец описывает это так: «Михайло пришёл под видом разнорабочего. Он был одет в немецкую шинель до пола. Услышав словенскую речь, он всё гадал, что это за язык такой? Однажды он спросил у брата той моей знакомой, не знает ли он, где найти партизан. Тот не ответил, потому что даже не знал, что его сестра уже была частью партизанской организации». Получив эти сведения, Чебулец отправилась на велосипеде в Дутовле, чтобы обсудить добытые данные с товарищами из 9-го корпуса. Они разрешили установление контакта с Гусейнзаде, предупредив, что в целях безопасности она не должна приводить его лично. Это должна была сделать «девушка-блондинка с косичками». Марина Росси цитирует рассказ Чебулец о первой встрече с Гусейнзаде, передающий испытанные ею «страхи и недоверие»: «На третий день я увиделась с ним. Мне казалось, что я умру от страха… Я была белая, как снег. Он показал мне свой пропуск, — поддельный, на мой взгляд, — и понял, что я ему не верю. Я снова поехала в Дутольяно. Там меня успокоили». По словам Чебулец, потом Гусейнзаде договорился прийти на встречу вместе с Мирдаматом Сеидовым (Иваном). Им был доведён приказ взять с собой винтовки и боеприпасы. Чебулец вспоминала: «„Михайло“ не хотел ночевать у меня дома, жил, где придётся. Однажды они сделали вид, что едут на манёвры, а сами на большом грузовике увезли оружие. Я ехала впереди них на велосипеде. Если бы нас остановили, я бы притворилась, что не знаю их… Так мы добрались до Золлы».
Переход к партизанам описывает Цирил Зупанц. Местом сбора перебежчиков был дом подпольщицы Ольги Сосич в Опичине. Переправку к партизанам осуществляла станция курьерской связи с условным номером П-15 (словен. kurirska postaja P-15). Вечером 6 февраля 1944 года Мехти Гусейнзаде, Джавад Хакимли и Асад Курбанов вышли из Опичины в сторону Плисковицы, куда заранее днём доставили в обусловленное место своё военное снаряжение. В Плисковице их встретил связной (курьер-связник), который провёл их до расположенной поблизости точки станции П-15. Там они переждали до вечера 7 февраля, после чего двое курьеров проводили их до села Штанел и передали станции П-13. В ночь на 9 февраля совершили переход в село Эрзель (община Випава), где располагался штаб 3-й Словенской ударной бригады «Иван Градник». Утром 9 февраля Гусейнзаде и его товарищи были в штабе бригады, где их встретили с воодушевлением.
Вслед за группой Гусейнзаде к партизанам при содействии Катры перешли Мирдамат Сеидов и шестнадцать легионеров. В условном месте их ожидали партизаны, препроводившие перебежчиков в 3-ю Словенскую бригаду.
Кроме перехода на сторону партизан азербайджанцев из Контовелло, Марина Росси сообщает также о побеге на Красе из 162-й дивизии группы легионеров, организаторами которой были Мазахир Кулиев и Фирудин Гусейнов. Происходило это в сложной обстановке. Один из легионеров сообщил о готовящемся побеге командованию. Немцы пытались остановить дезертиров, однако после перестрелки Кулиеву и его товарищам удалось уйти от преследования. В наказание за побег 12 азербайджанцев были расстреляны.

#### Партизан «Михайло»

##### Зима — весна 1944 года
Из числа азербайджанцев, прибывших в бригаду «Иван Градник», во время её нахождения в Випавской долине в феврале 1944 года была сформирована в составе 4-го батальона так называемая «русская» рота (словен. ruska četa). Командиром роты стал Джавад Хакимли, а Мехти Гусейнзаде — его заместителем. Ругия Алиева пишет, что Гусейнзаде стал в роте заместителем командира по политической части. Вместе с тем Станко Петелин и Марина Росси сообщают, что политическим комиссаром «русской» роты был словенец Винко Томц. Сведения о «русской» роте дополняет приведённая Станко Петелиным выдержка из политического отчёта штаба 9-го корпуса от 14 марта 1944 года: «Когда мы сказали им, что согласно решению ЦК КП, все красноармейцы — члены партии, принявшие оружие от оккупанта, исключены из партийных рядов — это их серьёзно задело. Мы также сказали им, что от них самих зависит, с какими характеристиками они вернутся домой, на что они ответили, что будут героически сражаться против оккупанта».
Как пишут Марина Росси и Станко Петелин, Мехти Гусейнзаде недолго оставался в «русской» роте, «так как считал, что может иным способом нанести ещё больший вред немцам». Учитывая его осведомлённость об обстановке в Триесте и подразделениях 162-й дивизии, а также готовность действовать в тылу противника, контрразведка бригады «Иван Градник» отправила его вместе с Мирдаматом Сеидовым в феврале 1944 года на контролируемую немцами территорию в район Триеста с заданием обеспечивать переход легионеров в ряды НОАЮ. Здесь они присоединились к диверсионному взводу (словен. minerski vod), действовавшему в этом районе.
Так началось сотрудничество Гусейнзаде со Службой безопасности и разведки Освободительного фронта Словении (сокр. ВОС, с мая 1944 года — Отдел защиты народа — ОЗНА). Марина Росси считает, что бригада «Иван Градник» обеспечивала контрразведке Освободительного фронта контроль «советских перебежчиков». В первые месяцы 1944 года контактным лицом контрразведки ОФ в Триестском Карсте для Мехти Гусейнзаде и Мирдамата Сеидова был Алойз Равбар (партизанский псевдоним Эгон, словен. Alojz (Egon) Ravbar). Как отмечает Марина Росси, этот человек «находится в центре историко-литературной реконструкции деятельности советских партизан Мехти Гусейнзаде и Мирдамата Сеидова в Триесте, Гориции и на Красе, с особым акцентом на диверсии, осуществлённые в Триесте и его районах». В феврале и марте 1944 года Гусейнзаде и Сеидов поддерживали связь через курьеров П-13 и П-15 с подразделениями Освободительного фронта в районе Краса. В это время командиром разведывательно-диверсионных групп ВОС в Триесте был Душан Муних-Дарко. Цирил Зупанц пишет о «полезном и успешном» сотрудничестве между ним и Гусейнзаде.
Для использования в агитационной работе в среде солдат 162-й дивизии Гусейнзаде и Сеидов подготовили по поручению штаба бригады листовку — воззвание, отпечатанную в типографии 31-й Словенской дивизии в количестве 500 экземпляров и доставленную в марте агитаторам через курьеров П-15. С помощью курьеров станции П-15 и девушек — членов ОФ в Плисковице, Гусейнзаде и Сеидов установили связь с подпольем ОФ в Опичине (ныне часть коммуны Триест) и проводили активную агитацию среди своих бывших товарищей по 162-й дивизии. Это требовало большой осторожности, так как в Опичине был большой немецкий гарнизон. В целях конспирации партизаны скрывали свои имена под псевдонимами. Так Гусейнзаде стал Михайлой, а Сеидов — Иваном Русским. Михайло и Иван Русский в феврале и марте 1944 года привлекли в ряды партизан многих легионеров — бывших красноармейцев, которые сначала поступали в бригаду «Иван Градник». В начале марта 1944 года 3-я Словенская бригада пребывала в Церклянском и не могла принимать перебежчиков. В этот период Михайло через связных П-15 и П-13 поддерживал связь с Южно-Приморским партизанским отрядом, который принимал перебежчиков и по распоряжению штаба 9-го корпуса направлял их в 18-ю Словенскую Базовицкую бригаду. По данным Станко Петелина, считается, что благодаря Гусейнзаде пришли в ряды НОАЮ около 150 бывших легионеров. В связи с переходом солдат 162-й дивизии на сторону НОАЮ, её в марте 1944 года перевели из Словенского Приморья в Италию. По заключению Здравко Кланьшчека, благодаря пополнению новыми бойцами, прежде всего перебежчиками из 162-й дивизии, был сформирован 10 марта 1944 года Русский батальон 18-й Словенской ударной Базовицкой бригады.
2 апреля 1944 года Мехти Гусейнзаде вместе с Мирдаматом Сеидовым по заданию командования 31-й Словенской дивизии пронесли под видом немецких военнослужащих в зал кинотеатра в Опичине два взрывных устройства замедленного действия, незаметно установили их под креслами, после чего покинули здание. В результате взрыва погибли 80 немецких солдат, ещё 60 были тяжело ранены, 200 солдат получили лёгкие ранения. Впоследствии 40 солдат скончались от ран в госпитале. Вместе с тем в историографии есть иные сведения о числе немецких жертв диверсии в кинотеатре Опичины. Марина Росси пишет, что погибли 7 немецких солдат. Итальянский историк Карло Джентиле сообщает о 8 убитых солдатах. В ответ на диверсию нацисты расстреляли утром 3 апреля 72 заложника (согласно Джентиле — 71) на стрельбище Опичины. Это были итальянские, словенские и хорватские пленённые партизаны и заложники, захваченные в Триесте и других местах региона.
22 апреля 1944 года Михайло совершил диверсию в офицерской столовой Солдатского дома (нем. Soldatenheim) на улице Гега в Триесте, недалеко от Пьяцца Обердан, где располагалась штаб-квартира командующего полицией безопасности и СД. Гусейнзаде прошёл в здание в немецкой форме, занял место за столиком, оставил сумку со взрывчаткой под столом и под благовидным предлогом покинул помещение. 23 апреля итальянская профашистская газета «Иль-Пикколо» рассказала о диверсии в статье «Un attentato dinamitardo al Deutsches Soldatenheim» (рус. Динамитное покушение на немецкий Солдатский дом), а 24 апреля сообщила о последствиях взрыва. Вырезка из статьи «Иль-Пикколо» экспонируется в Музее истории Азербайджана. Научный сотрудник музея Л. Шаламова приводит отрывок из статьи «Иль-Пикколо»: «Вчера, в субботу, коммунистические элементы совершили террористическое покушение на немецкий Солдатский дом в гор. Триесте. Это стоило жизни некоторым немецким солдатам и некоторым итальянским гражданам…». Согласно отчёту штаба 31-й Словенской дивизии от 7 мая 1944 года, в результате взрыва в «офицерском доме» в Триесте погибли 150 немецких офицеров, тяжёлые ранения получили 200 офицеров и около 150 — лёгкие. Иное число жертв этой атаки приводит Марина Росси. По её данным, взрывом были убиты 5 немецких солдат и повар. В качестве расплаты за диверсию на улице Гега 23 апреля немцы публично повесили в окнах, на перилах лестницы и внутри здания Солдатского дома 52 итальянских, словенских и хорватских патриотов и заложников.
В конце апреля 1944 года к разведчикам 31-й Словенской дивизии попала немецкая листовка, в которой излагались рекомендации командования Оперативной зоны Адриатического побережья по обеспечению безопасности немецких военнослужащих. В листовке предупреждалось об угрозах, исходящих от партизан, действующих в немецкой форме, говорящих по-немецки и минирующих столовые и другие места расположения немецких военных. Как полагает Цирил Зупанц, «при этом оккупант невольно признался, как высоко он оценивает акции и диверсии, проводимые Михайлой, а также многими другими диверсионными партизанскими группами». В мае о диверсии Михайлы на улице Гега рассказали в газете «Эхо» (словен. Odmev), издававшейся в 1-м батальоне 3-й Словенской ударной бригады, в котором воевали товарищи Михайлы из «русской» роты. Газета карманного формата была напечатана на шапирографе. Как утверждает Зупанц, текст написал редактор газеты со слов Гусейнзаде. Рассказ Михайлы о диверсии изложил Петелин:

«Я долго думал о том, как бы нанести удар немцам. Я искал благоприятный случай и, наконец, мне посчастливилось осуществить свой план в триестском „Солдатенхайме“ в офицерской столовой. Я проголодался и вошёл в офицерскую столовую. Зал был полон офицеров. Я подумывал и сам пообедать, но зал за это время опустел бы и мои действия не имели бы реального эффекта. В то время в зале находилось около 450 немецких офицеров. Я подошёл к одному столу и спросил, могу ли я присесть? Старший немецкий офицер сказал мне, что он скоро закончит обедать и я могу занять его место. Чемодан со взрывчаткой я оставил в зале, сказав, что иду купить талоны на обед. В 13:30 произошёл взрыв. По точным данным, из 450 присутствовавших 150 были убиты, в том числе 40 старших офицеров, 200 тяжело ранены, остальные легко ранены. Я с удовлетворением наблюдал за клубами дыма от места взрыва и видел десять немецких грузовиков с трупами».
Оригинальный текст (словенск.)Že dolgo sem mislil, kako bi jo Nemcem zagodel. Iskal sem ugodno priložnost in naposled se mi je posrečilo, da sem v tržaškem «Soldatenheimu» v oficirski menzi izvršil svoj načrt. Bil sem lačen in stopil sem v oficirsko menzo. V dvorani je bilo vse polno oficirjev. Premišljeval sem, da bi tudi sam kosil, toda dvorana bi se med tem časom izpraznila in moja akcija ne bi imela pravega učinka. Takrat je bilo v dvorani kakih 450 nemških oficirjev. Približal sem se nekemu omizju in vprašal, če lahko prisedem. Nemški višji oficir mi je dejal, da bo takoj končal kosilo in da bom lahko zasedel njegov prostor. Kovček, v katerem sem imel eksploziv, sem pustil v dvorani, češ da grem še po nakaznico za kosilo. Ob 13.30 je nastala eksplozija. Po točnih podatkih je bilo izmed 450 navzočih 150 mrtvih, med njimi 40 višjih oficirjev, 200 hudo ranjenih, drugi pa so bili laže ranjeni. Z zadovoljstvom sem opazoval dim, ki se je vil s kraja eksplozije. Videl sem tudi deset nemških tovornih avtomobilov, ki so prevažali mrtvece.

4 мая 1944 года о диверсиях в кинотеатре Опичины и в Солдатском доме в Триесте поведала газета 9-го корпуса НОАЮ «Партизанский дневник» в статье «Могила в кинотеатре и столовой». Повествование было исполнено в обезличенной форме. В отношении первой акции среди прочего сообщалось о взрыве двух «адских машин»: первой в начале I класса и второй во II классе кинозала. Взрывы произошли в пределах десяти метров. Рассказ о диверсии в Солдатском доме излагался хотя и обезличенно, но прямой речью «товарища, осуществившего успешную акцию в Триесте», и в основном соответствовал содержанию сообщения батальонной газеты «Эхо».
В мае 1944 года Гусейнзаде действовал в тесном сотрудничестве с минёрско-диверсионным взводом (словен. minersko-sabotažni vod — MSV) Южно-Приморского партизанского отряда. Они совершали диверсии на железной дороге Дивача — Сежана — Триест и уничтожали там поездные составы противника. Росси пишет о действиях Михайлы с весны по осень 1944 года в разных точках Словенского Приморья: Монфальконе, Гориции и в долине Випавы. Историк приводит примеры наиболее нашумевших акций, запомнившихся партизанам Изонцо, таких как ограбление банка в Монфальконе, захват 14 вагонов и 16 грузовиков с различными товарами. Упоминает об отнятых в Биле у казаков 14 лошадях, налёте на скотобойню в Штандреже, вывезенном из Гориции большом количестве табака и сигарет. Отмечает и проведение малых акций, таких как изъятие отреза красного шёлка, пригодного для изготовления флагов, продовольствия, военных материалов. Приводит случай с диверсией в доме терпимости, расположенном в Триесте на улице Дель Фортино, с целью поразить одно из мест встреч нацистских информаторов и доверенных лиц, куда также наведывались офицеры вермахта.

##### Лето — осень 1944 года
Цирил Зупанц сообщает о группе Мехти Гусейнзаде, в которую с лета 1944 года кроме него самого входили азербайджанцы Саша (капитан Красной армии) и Толя (Таги Ализаде), а также немец Фриц. Саша и Толя были перебежчиками из немецкой армии. Мирдамат Сеидов к этому времени был переведён командиром взвода в охранный батальон штаба 9-го корпуса. Сведения о группе Михайлы дополняет Ильхам Аббасов, который утверждает, что вторым азербайджанцем в группе Мехти Гусейнзаде был Энвер Мамедов. Группа Мехти Гусейнзаде тесно взаимодействовала с диверсионной группой (ротой) 9-го корпуса в Горицком округе (словен. Goriško okrožje), руководимой его разведывательным центром и возглавляемой лейтенантом Иваном Суличем (партизанский псевдоним Царь (словен. Car)). Их операционная зона пролегала от Гориции до Монфальконе. Словенский партизан-разведчик Симон Вичич (словен. Simon Vičič) обеспечивал в то время курьерскую связь для диверсантов и лично знал Мехти Гусейнзаде. Он вспоминал, что Михайло установил рабочие отношения с Горицкой диверсионно-разведывательной группой 9-го корпуса, насчитывавшей около 40 человек. Иван Сулич и Мехти Гусейнзаде встретились в Биле. Сулич получил от 9-го корпуса приказ держать Михайлу под своей командой и не отпускать в состав «русского» батальона. Однако Гусейнзаде действовал самостоятельно с двумя «монголами» и одним немцем.
Мехти Гусейнзаде и члены его группы использовали в своей деятельности приёмы маскировки и проникали с поддельными документами, в немецкой форме или под видом гражданских лиц в места расположения противника, собирая там разведывательные данные и совершая диверсионные акты.
В середине июля 1944 года группа диверсантов во главе с Михайлой уничтожила 200 тонн бензина и мазута в окрестностях Гориции. 14 сентября 1944 года Михайло совершил диверсию в Триесте в типографии газеты «Иль-Пикколо». Взрыв произошёл в 15:10 и был зафиксирован в исторической фотографии Диего де Энрикеса, хранящейся в Триесте в Музее гражданской войны за мир (итал. Civico Museo di guerra per la pace).
На рубеже лета — осени 1944 года положение партизан на севере Италии осложнилось из-за прибытия новых коллаборационистских воинских контингентов с других фронтов. По определению Марины Росси, Венецию-Джулию и соседние районы Словении заполонили тысячи людей «без родины и без перспектив», используемых немецким командованием для борьбы с партизанами: более 20 тысяч казаков, тысячи белогардистов, домобранцев, четников и др. В начале осени 1944 года вермахт развернул масштабное наступление на контролируемую партизанами территорию. В этой обстановке Михайло и его группа вели многочисленные диверсионные действия. Так, чтобы нарушить немецкую линию коммуникации, Гусейнзаде совместно с Ализаде и Фрицем подорвали несколько железнодорожных путей в районе Постойны, в результате чего были уничтожены 24 вагона немецкого поезда.
В сентябре Гусейнзаде в форме немецкого офицера технической службы проник на аэродром противника и с помощью мин замедленного действия взорвал 2 самолёта и 25 автомашин. В том же месяце Михайло в форме немецкого офицера приблизился на мотоцикле вплотную к невооружённой немецкой роте и открыл по ней огонь.
В октябре 1944 года Гусейнзаде устроил взрыв на складе боеприпасов в Солкане. Как отмечает Марина Росси, реакция немецкого командования «была немедленной» и выразилась в наступлении немецких войск на контролируемую 9-м корпусом территорию Трновского леса. В это время 18-ю Словенскую ударную Базовицкую бригаду, в составе которой воевали Джавад Хакимли и другие товарищи Михайлы из «русского» батальона, приказом командования переместили в долину Чепована, расположенную в 15 км к северо-востоку от Гориции.
29 октября 1944 года Михайло, Саша, Толя и Фриц провели в Монфальконе разведку здания банка и окрестностей, а ночью проникли в банк и вынесли рюкзак, полный лир в банкнотах высокого номинала. Через Добердоб группа прибыла 30 октября в Ренче, где встретилась с диверсионной группой Царя. Партизаны отдохнули и радовались успеху. В ходе встречи Михайло и Царь предварительно согласовали вопрос о присоединении советских партизан к диверсионной группе Царя. Для этого требовалось разрешение разведывательного центра корпуса. На следующий день Мехти Гусейнзаде и трое словенских диверсантов Иван Сулич, Адам Зорн и Йордан Горян (словен. Jordan Gorjan) отправились в штаб корпуса, располагавшийся тогда в Чеповане. Их путь пролегал через Витовле и Трново.

#### Гибель
Мехти Гусейнзаде погиб 2 ноября 1944 года в селе Витовле, возвращаясь с задания в штаб 9-го корпуса, расположенный в населённом пункте Чепован.
Цирил Зупанц приводит сведения об обстоятельствах гибели Гусейнзаде, изложенные в биографии непосредственного участника и свидетеля событий Адама Зорна (псевдоним Ковач). Зорн сообщал, что 1 ноября 1944 года, следуя в штаб 9-го корпуса, Мехти Гусейнзаде, Иван Сулич, Адам Зорн и Йордан Горян остановились в селе Витовле, расположенном рядом с Шемпасом. Здесь и в селе Ренче у партизан были исходные базы (по определению Росси — оперативные базы). По свидетельству Зорна, хлев гостиницы, в котором укрылись прибывшие и уже ранее находившиеся здесь партизаны, всего 8 человек, был ночью неожиданно окружён немцами. Михайло и словенец Дрейчек (настоящее имя Андрей Комел) предприняли попытку вырваться из оцепления, но были убиты очередями из автомата. По версии Зорна, в эту ночь немцы проводили в селе реквизиционную акцию. Сам Зорн был захвачен немцами в ходе осмотра хлева вместе с ещё одним партизаном. Остальные избежали захвата.
Как следует из донесения штаба 30-й дивизии командованию 9-го корпуса НОАЮ от 9 ноября 1944 года, накануне гибели Мехти Гусейнзаде, в ночь с 30 на 31 октября немцы приступили к планомерному сосредоточению своих подразделений на подступах к Трновскому лесу для последующего наступления на территорию, контролируемую партизанами. Немецкая операция началась 31 октября со стороны дороги Горица — Айдовшчина переброской передовых подразделений к сёлам Витовле и Шмихел (словен. Šmihel). В ночь с 31 октября на 1 ноября патруль 19-й Словенской бригады установил присутствие немецких войск на пути из Витовле к дороге Трново — Локве (словен. Lokve). В то же время патруль, который был направлен партизанами в само Витовле, столкнулся здесь с немцами возле церкви Успения Пресвятой Богородицы. 1—2 ноября немцы предприняли ряд попыток прорваться на гребень Трновского леса. Бои на направлении села Трново продолжались до 6 ноября.
Марина Росси в своей книге тоже излагает события гибели Михайлы, приведённые Цирилом Зупанцем. При этом она дополняет их рассказом о послевоенном исследовании, проведённом Мирдаматом Сеидовым совместно с Алойзом Равбаром. Историк заключает, что рассказ Сеидова добавляет некоторые детали, но в основном совпадает с версией Зупанца.
В советской, а также азербайджанской историографии излагаются разные обстоятельства гибели Мехти Гусейнзаде. Историк Гараш Мадатов писал, что после взрыва склада боеприпасов в районе Горицы 2 ноября 1944 года Гусейнзаде «при возвращении в отряд столкнулся с фашистскими лазутчиками. Чтобы уйти от преследования, он повернул к селу Витовле. Фашисты знали дом, в котором скрывался Мехти и устроили там засаду. Они предприняли немало усилий, чтобы взять живым храброго партизана. Вступив в неравную схватку, Михайло уничтожил около 10 фашистов, а последнюю пулю пустил себе в сердце». Согласно рассказу Джавада Хакимли, начальника штаба «советского» батальона 18-й Словенской ударной Базовицкой бригады, Михайло и другие партизаны ночевали в подвале. Когда их окружили немцы, Михайло был ранен при попытке прорваться через оцепление и застрелился, чтобы избежать плена. Хакимли предполагал, что партизан предал один из местных жителей.
По оценке Михаила Талалая, обстоятельства гибели Мехти Гусейнзаде 2 ноября 1944 года долгое время были окутаны легендами. Историк пишет: «Согласно новейшей реконструкции событий, с гитлеровцами Михайло столкнулся случайно, когда он приехал в Витовлю за провизией. В тот момент Михайло вместе с товарищем-словенцем по партизанскому отряду отдыхал в одном доме. Партизаны решив, что нацисты их преследуют, завязали перестрелку. Когда же они решили выбежать из разгромленного дома, Михайло получил смертельное ранение. Он сумел-таки доползти до ближайшей речки, где скончался. Немцы даже не узнали, что в перестрелке был убит знаменитый Михайло». Наряду с Талалаем, Ильхам Аббасов тоже считает гибель Гусейнзаде роковой случайностью.
Тело Мехти Гусейнзаде было погребено местными жителями, затем перезахоронено с почестями партизанами 2-го «русского» батальона 18-й Словенской бригады на кладбище села Чепован. На его могиле была установлена деревянная пирамида с прикреплённой железной пластиной с надписью: «Здесь погребён т. Мехди Гусейнов (Михайло) Род 22-XII.1919 г. г. Баку. Погиб героической смертью 2-XI-1944 г. в Випаве».

## Последующие события
24 ноября 1944 года газета Освободительного фронта в Словенском Приморье и Гореньске «Партизанский дневник» опубликовала статью сотрудника штаба 9-го корпуса лейтенанта Митара Раичевича «Герой Михайло пал» (словен. Junak Mihajlo padel). Начиналась она словами: «2 ноября 1944 года героически погиб в Витовле товарищ Мехди Гусейнов-Михайло. Товарищ Михайло был азербайджанцем по национальности…» Далее излагались краткие биографические данные Гусейнзаде, обстоятельства его прихода в ряды словенских партизан и результаты разведывательно-диверсионной деятельности. В завершение статьи автор писал: «С его смертью бойцы русского батальона утратили великого земляка. 9-й корпус потерял своего первого борца-героя. Его смерть является большой потерей для всего Приморья, в котором будет жить в веках легенда о его делах и героизме, потому что он любил Словенское Приморье, как свой родной край, и жертвовал за его освобождение свою жизнь. Его лик всегда будет жить в нашей памяти. Его деятельность нас ободряет, воодушевляет на новую борьбу и подвиги. Михайло и его борьба за свободу народа вошли в разряд наших великих бойцов…».
После гибели Гусейнзаде его группу расформировали, а товарищей включили в диверсионную группу Сулича. Сам Иван Сулич был убит под Горицией 26 декабря 1944 года. Группу Сулича после его смерти возглавил Адам Зорн, которому удалось сбежать от немцев вскоре после задержания в Витовле. Таги Ализаде (Толя) погиб в Ренче, попав в засаду казаков. Душан Муних был убит 10 января 1945 года немецкими и итальянскими спецслужбами в селе Боршт близ Триеста. Обоим командирам диверсионных групп, с которыми сотрудничал Мехти Гусейнзаде — Душану Муниху и Ивану Суличу — посмертно были присвоены звания Народного героя Югославии. Согласно сведениям Ильхама Аббасова, Энвер Мамедов после смерти Мехти Гусейнзаде воевал в «русском» батальоне 18-й Словенской ударной бригады. Здесь он стал сначала заместителем командира роты, а затем командиром роты. Мамедов был ранен, но пережил войну и вернулся на родину, где умер в мае 1979 года.
В мае 1945 года в селе Шемпас на базе 2-го «русского» батальона 18-й Словенской ударной Базовицкой бригады сформировали 1-ю Русскую ударную бригаду НОАЮ. В её состав вошли товарищи Михайлы по «русской» роте 3-й Словенской ударной бригады «Иван Градник», включённой в августе 1944 года во 2-й батальон Базовицкой бригады, а также граждане СССР из других подразделений 9-го и 7-го корпусов.
Джавад Хакимли был репатриирован в СССР вместе с бойцами «русской» бригады летом 1945 года и проходил проверку в проверочно-фильтрационном лагере № 174 (Подольск), а после этого в 12-й запасной стрелковой дивизии (ст. Алкино-2, Башкирия). Затем был отправлен для работы на лесозаготовках в Коми АССР. Демобилизован в декабре 1946 года. По словам Хакимли, в процессе проверки он передал сотруднику Смерша характеристику на Гусейнзаде. Джавад Хакимли стал первым, кто сообщил сёстрам Мехти Гусейнзаде о его судьбе.
Роль и деятельность Мехти Гусейнзаде в рядах НОАЮ долгое время не была известна широкой общественности Советского Союза. Согласно документу, представленному в фильме режиссёра Таира Алиева «Его звали Михайло», в 1946 году МГБ АзССР завело на Гусейнзаде (в постановлении значится как Гусейнов Мехти Ганифа оглы, 1918 года рождения, уроженец г. Баку) агентурно-розыскное дело, перерегистрированное в мае 1952 года по окраске «изменник Родине».

## Признание боевых заслуг
В СССР о героизме Мехти Гусейнзаде стало известно на рубеже 1940-х и 1950-х годов. Однако в условиях сталинского режима к советским участникам европейского движения Сопротивления относились с подозрением, а порой считали их «предателями». Их реабилитация и общественное признание стало возможными только после ХХ съезда КПСС. Во второй половине 1950-х и в 1960-е годы большое число бывших партизан были награждены орденами и медалями.
В 1955 году Центральный комитет (ЦК) компартии Азербайджана (КП Азербайджана) собрал свидетельства подвигов
Мехти Гусейнзаде и ходатайствовал перед ЦК КПСС о посмертном присвоении ему звания Героя СССР, однако представление было отклонено за недостаточностью материалов.
5—6 июня 1955 года югославская газета «Борба» опубликовала статью «Две акции в Триесте», в которой изложила подробный рассказ о двух наиболее резонансных диверсиях Михайлы: в кинотеатре в Опичине и в Солдатском доме на улице Гега в Триесте.
31 мая 1956 года газета «Правда» опубликовала письмо ветерана «русского» батальона 18-й Словенской бригады Григория Жиляева «Товарищ Михайло», посвящённое Мехти Гусейнзаде. В августе 1956 года все собранные материалы о Гусейнзаде были направлены в КГБ при СМ СССР для доклада в ЦК КПСС. В свою очередь КГБ обратился через Посольство СССР в Федеративной Народной Республике Югославия к югославской стороне с просьбой проверить и задокументировать деяния Гусейнзаде в составе НОАЮ. В октябре 1956 года Григорий Жиляев записал «Воспоминания о Мехти Гусейнзаде (Михайло)» и передал рукопись в Институт истории АН Азербайджанской ССР. Институтом в скором времени было собрано значительное количество материалов о подвигах партизана. В январе 1957 года, по результатам рассмотрения дополнительных документов, КГБ при СМ Азербайджанской ССР доложил в ЦК КП Азербайджана справку о заслугах Мехти Гусейнзаде.
11 апреля 1957 года Указом Президиума Верховного Совета СССР Мехти Гусейнзаде было посмертно присвоено звание Героя Советского Союза. Указ о присвоении звания опубликован в газете «Правда» 12 апреля 1957 года.

## Итоги и оценки разведывательно-диверсионной деятельности Мехти Гусейнзаде
После вступления в феврале 1944 года в ряды партизан 9-го корпуса НОАЮ Мехти Гусейнзаде действовал чрезвычайно смело и успешно в немецком тылу во взаимодействии с подразделениями ВОС (с мая 1944 года — ОЗНА) в Триесте, Гориции и на Красе. Пользуясь знаниями немецкого языка и военных порядков в вермахте, он проникал в форме противника в расположение германских войск и совершал там дерзкие диверсии. Военно-исторический институт в Белграде поясняет деятельность Гусейнзаде в Триесте выполнением заданий штаба 31-й Словенской дивизии. С лета по осень 1944 года Гусейнзаде действовал со своей диверсионно-разведывательной группой в районе от Гориции до Монфальконе в сотрудничестве с диверсионной группой 9-го корпуса, возглавляемой Иваном Суличем. После исполнения своих акций Михайло возвращался в штаб 9-го корпуса, где отчитывался о проделанной работе и получал новые задания.
Первая публикация итогов деятельности Мехти Гусейнзаде за период пребывания в рядах словенских партизан состоялась 24 ноября 1944 года в газете «Партизанский дневник» в некрологе, подписанном сотрудником штаба 9-го корпуса лейтенантом Митаром Раичевичем:

В Опичине он взорвал зал кинотеатра, при этом было убито 150 офицеров и солдат, а также много раненых. Там же взорвал трансформатор между вражескими бункерами и уничтожил два бункера. В Триесте заминировал офицерскую столовую, в которой были убиты и ранены 250 немецких офицеров, среди них большое число старших офицеров. В другом случае, взорвал в Триесте 6 воинских казарм, где погибли 350 немецких солдат. В Триесте взорвал две электростанции и здание фашистской газеты «Пикколо», при этих акциях было 33 погибших и 12 раненых. В Триесте уничтожил 4 немецких грузовика и угнал немецкий мотоцикл. В Горице взорвал электростанцию и захватил живьём немецкого офицера. Захватил немецкий грузовик с архивными документами и топографическими картами, пишущими машинками и другим имуществом. В Триесте он захватил и доставил в наши части более 1600 кг продовольствия. Успешно участвовал во многих акциях против немецких патрулей и засадах на Красе. В результате агитации в немецких войсках Михайло привлёк на сторону народно-освободительной армии около 150 бывших красноармейцев. В Реке организовал переход из фашистских воинских формирований на нашу сторону около 300 солдат, предварительно перебивших своих офицеров. Из всего этого явно видно, сколько сделал в нашей армии погибший товарищ Михайло. Около 1000 фашистских вояк пали от его руки, многие были ранены. В результате его диверсионных акций были уничтожены многие вражеские промышленные объекты, военные укрепления и материалы. В распоряжение нашей армии были переданы большие трофеи. В результате агитационной работы он содействовал созданию нового батальона в нашей армии, состоявшего из советских военнопленных.
Оригинальный текст (словенск.)Na Opčinah je miniral kino dvorano, pri čemer je bilo mrtvih 150 oficirjev in vojakov, poleg številnih ranjenih. Prav tam je miniral med sovražnimi bunkerji transformator in uničil dva bunkerja. V Trstu je miniral oficirsko menzo, kjer je bilo 250 mrtvih in ranjenih nemških oficirjev, med njimi večje število višjih oficirjev. Ob drugi priliki je v Trstu miniral šest vojašnic, pri čemer je bilo ubitih 350 nemških vojakov. V Trstu je tudi miniral dve električni centrali in zgradbo fašističnega lista Piccolo, pri čemer je bilo 33 mrtvih in dvanajst ranjenih. V Trstu je uničil 4 vojaške nemške kamione in odpeljal nemški motor. V Gorici je miniral električno centralo in odpeljal živega nemškega višjega oficirja. Zaplenil je nemški kamion poln fašističnih tajnih arhivov topografsko katasterskega materiala, pisalne stroje in drugo. V Trstu je zaplenil preko 1600 kg hrane in jo odpeljal v naše enote.
Uspešno je sodeloval v mnogih akcijah proti nemškim patrolam in zasedam na Krasu. S propagando v nemških vrstah je pritegnil v NOV iz nemške vojske preko 150 bivših rdečearmejcev. Na Reki je organiziral, da je prestopilo na našo stran preko 300 fašističnih vojakov, ki so predhodno pobili oficirje. Iz tega je jasno razvidno, koliko uspešnih akcij je izvršil padli tovariš Mihajlo. Okoli 1000 fašističnih vojakov je padlo od njegove roke, mnogo pa jih je bilo ranjenih. S svojimi sabotažnimi akcijami je uničil prenekatere sovražne industrijske objekte, utrdbe in material. Velik plen je stavil na razpolago naši vojski. S propagando je ustvaril nov bataljon v naši vojski, sestavljen iz zapeljanih sovjetskih vojakov.

Станко Петелин считал Мехти Гусейнзаде одним из самых успешных диверсантов 9-го корпуса НОАЮ. Историк утверждал, что диверсант Михайло уничтожил больше командных кадров противника, чем весь 9-й корпус в течение всего периода его существования. В. Н. Казак приводит данные Петелина, согласно которым, один только Гусейнзаде во время различных операций уничтожил около тысячи фашистских захватчиков. Издание «История Второй мировой войны 1939—1945» причислило Мехти Гусейнзаде к категории национальных героев Югославии, а итальянский историк Федерико Тенка Монтини назвал Михайла легендарным партизаном-диверсантом.
Анатолий Сергиенко, изучавший документы ЦАМО РФ, сообщает о «большой помощи» Мехти Гусейнзаде кадровому сотруднику ГРУ НКО подполковнику Ивану Петровичу Рыбаченкову, действовавшему с июня 1944 года в качестве представителя советской военной миссии при штабе 9-го корпуса НОАЮ. Историк пишет: «Прекрасно зная немецкий, он проникал в военные учреждения врага, принося ценнейшие сведения. Большое значение для советского командования имели добытые Рыбаченковым и его помощниками данные о переброске немецких частей из Италии в Венгрию».
Сведения о диверсиях Гусейнзаде в кинотеатре Опичины и на улице Гега в Триесте включены в «Хронологию освободительной борьбы народа Югославии 1941—1945 годов».
Марина Росси полагает, что диверсии в кинотеатре Опичины и на улице Гега в Триесте сопоставимы по последовавшему жестокому возмездию и долгосрочным политическим последствиям с диверсией итальянского движения Сопротивления 23 марта 1944 года в Риме на улице Раселла. Она заключает, что эти акции, совершённые Гусейнзаде, представляли собой «особую эскалацию стратегии минёрского взвода и словенской контрразведки». Последовавшие за этим массовые расстрелы немцами заложников побудили Освободительный фронт Словении к выбору в дальнейшем целей для атак без риска для гражданского населения. По оценке Марины Росси, диверсию на улице Гега большинство антифашистов считает законным актом войны. Однако среди бывших товарищей советских партизан были те, кого «терзали сомнения, ибо они были не в состоянии принять такое большое количество жертв за довольно скромный для партизанского движения результат».
Историк Михаил Талалай объясняет позднее признание подвигов Мехти Гусейнзаде сложными международными отношениями, с одной стороны между Италией и ФНРЮ в связи с территориальным спором из-за зоны Триеста и определения границы Италии и Словении, а с другой стороны из-за советско-югославского конфликта 1948—1953 годов. В тот период итальянский историографический нарратив рассматривал деятельность партизан Словении, «как приносившую угрозу территориальной целостности нации». В СССР признание заслуг Гусейнзаде произошло «позже, чем он того заслуживал». Когда на рубеже 1940-х и 1950-х годов стало известно о его деятельности, никакое взаимодействие между советской и югославской стороной было невозможно. Ситуация изменилась лишь с наступлением «хрущёвской оттепели». Дополнительно этот процесс осложнял факт сотрудничества Гусейнзаде с вермахтом в качестве пропагандиста Азербайджанского легиона. По этой причине биографией Гусейнзаде долгое время занимались органы МГБ СССР.
Цирил Зупанц заключает: «Душан Муних-Дарко и Иван Сулич-Царь погибли, будучи ведущими диверсантами в 9-м корпусе. Вскоре после войны они были объявлены народными героями. Михайло также по праву заслужил это звание».

## Роль советской разведки в деятельности Мехти Гусейнзаде
Со 2 апреля 1944 года и до конца войны при Главном штабе народно-освободительной армии и партизанских отрядов Словении действовала группа советской военной миссии. Возглавлял её старший помощник начальника миссии, кадровый разведчик ГРУ НКО, специалист по диверсионно-разведывательной деятельности полковник Николай Кириллович Патрахальцев. 6 июня к группе присоединился ещё один сотрудник ГРУ подполковник Иван Петрович Рыбаченков с радистом Леонидовым. Рыбаченков и Леонидов были прикреплены к штабу 9-го корпуса. Их задачей была организация приёма грузов в рамках советской военной помощи, консультации словенских командиров по военным вопросам и сбор сведений о противнике. Словенский историк Горазд Байц пишет, что Рыбаченков осуществлял «слежку за офицерами в среде партизан» и контроль за секторами Горицы, Триеста и Северной Италии.
Ругия Алиева пишет о послевоенных свидетельствах Рыбаченкова, в которых он в отношении «Гусейнова по кличке „Михаил“» сообщал, что вскоре после прибытия в 9-й корпус НОАЮ «отдельные офицеры (словенцы и итальянцы)» рассказывали ему о «больших подвигах русского партизана по кличке „Михаил“». Первая встреча Рыбаченкова с Гусейнзаде состоялась в августе 1944 года. О беседе с Михайлой Рыбаченков среди прочего «припоминал», что Михайло «в русском батальоне 9 корпуса служил недолго, был взят в штаб корпуса и выполнял его задания диверсионного характера». Михайло Рыбаченкову «говорил, что у него имеются знакомые итальянцы и словенцы, противовоюющие в гг. Гориция и Триест, которые ему помогают, и имеются знакомые немецкие сержанты и солдаты из гарнизона Триеста, якобы симпатизирующие партизанам».
О связи Мехти Гусейнзаде с разведчиком ГРУ Рыбаченковым сообщает Анатолий Сергиенко. Историк оценил помощь Гусейнзаде, оказанную ГРУ, как большую. Сын разведчика, Владимир Рыбаченков, отмечает, что деятельность Гусейнзаде «по сбору военно-стратегической информации о ситуации на Балканах долгое время оставалась в тени». Он свидетельствует о значимости разведывательных данных, добытых Гусейзаде по поручению ГРУ, и приводит в качестве примера переданные в Москву по радиосвязи достоверные данные о перемещении немецких войск из Словении в Венгрию, получившие высокую оценку центра.
Группа Гусейнзаде действовала в качестве специального диверсионно-разведывательного подразделения 9-го корпуса. Как сообщает Цирил Зупанц, 30 октября 1944 года Мехти Гусейнзаде и Иван Сулич предварительно обсудили вопрос о целесообразности присоединения советской группы к подразделению Царя. Зупанц отмечает, что при решении этого вопроса в разведцентре 9-го корпуса «своё слово имел бы и глава российской военной миссии».

## Мифы и противоречивые сведения
Михаил Талалай пишет, что вокруг признания подвигов Мехти Гусейнзаде бытуют мифы: «Так, якобы о Мехти рассказал Сталину сам итальянский генсек Пальмиро Тольятти, когда приезжал в Москву, и что сам Сталин дал приказ расследовать жизнь героя». Ильхам Аббасов указывает на беспочвенность утверждений о причастности к процессу признания Иосипа Броза Тито, якобы сообщившего советскому руководству о подвигах Гусейнзаде после восстановления советско-югославских отношений. Этому нет документальных подтверждений.
Аббасов также обращает внимание на то, что Гусейнзаде необоснованно приписывают освобождение из тюрьмы в Удине 700 военнопленных, в том числе 147 советских воинов. Аббасов объясняет, что эта операция состоялась уже после гибели Михайлы — 7 февраля 1945 года. Участвовали в ней другие азербайджанцы — Али Бабаев по прозвищу Пиотто и Орудж Алиев по прозвищу Моска. Согласно статье Пьерлуиджи Висинтина, нападение на тюрьму в Удине осуществила группа итальянских и советских партизан из батальона гаппистов «Красные дьяволы» Гарибальдийской дивизии «ГАП Фриули» (итал. Battaglione Diavoli Rossi della Divisione Garibaldi «G.A.P. Friuli»). В результате той акции были освобождены 73 узника, в том числе многие приговорённые к смертной казни.
В публикациях Гараша Мадатова, ряда других советских авторов и Марины Росси сообщается о соучастии Мирдамата Сеидова в разведывательно-диверсионной деятельности Мехти Гусейнзаде. Цирил Зупанц повествует об их совместной подготовке побега из немецкой части, работе по привлечению военнослужащих 162-й дивизии на сторону НОАЮ, а также в диверсиях в кинотеатре Опичины и Солдатском доме на улице Гега в Триесте. Мадатов в изданной в 1975 году книге «Герой Советского Союза Мехти Гусейнзаде: К 30-летию победы советского народа в Великой Отечественной войне» не упоминает Мирдамата Сеидова в контексте названных акций, но относит их на счёт группы Михайлы. Однако в том же году Мадатов пишет в книге «Азербайджан в Великой Отечественной войне Советского Союза: 1941—1945» об устроенных Гусейнзаде и Сеидовым взрывах 2 апреля 1944 года в кинотеатре «Опичина» и в мае в казино. Росси заключает, что исполнителем акции на улице Гега был только Гусейнзаде, но Сеидов хотел приписать себе, наряду с Михайлой, также и вторую диверсию. Вместе с тем Ругия Алиева, основываясь на свидетельствах Джавада Хакимли и Григория Жиляева, ставит под сомнение участие Мирдамата Сеидова в обеих вышеуказанных акциях.
В отношении Мирдамата Сеидова Михаил Талалай отмечает: «Точной реконструкции диверсионной деятельности Мехти мешает некритическое использование сведений от другого азербайджанского участника Сопротивления в районе северной Адриатики, Мирдамата Сеидова: он опубликовал в 1960 г. „Воспоминания партизана“, а затем и другие тексты, в которых, согласно мнению авторитетных исследователей, неправомочно приписал себе множество подвигов с целью получения почестей и привилегий. К сожалению, недостоверные рассказы и интервью М. Сеидова широко присутствуют и в ряде современных исследований».
Излагая процесс признания подвигов Мехти Гусейнзаде, Михаил Талалай сообщает, что МГБ Азербайджана «подготовило в 1951 г. досье на Гусейнзаде, где он характеризовался как храбрый и бесстрашный партизан-диверсант». В одном из интервью Ильхама Аббасова говорится: «Популяризация же боевой славы М. Гусейнзаде началась с официальной справки на имя Первого секретаря ЦК КП Азербайджана Мир Джафара Багирова, которая в октябре 1951 года была направлена на подпись Министру государственной безопасности Азербайджанской ССР С. Емельянову. В ней описывались полученные данные по поводу уроженца города Баку Мехти Гусейнзаде, сына первого начальника городской милиции города. Отмечалось, что Мехти героически воевал и погиб, нанеся большой урон фашистам — немцам и итальянцам». Вместе с тем, согласно постановлению, которое демонстрируется в фильме Таира Алиева «Его звали Михайло», в мае 1952 года генерал-майором Емельяновым было утверждено перерегистрирование агентурно-розыскного дела на Гусейнова Мехти Ганифа оглы по окраске «изменник Родине».

## Личная жизнь

### Личность
Согласно приведённому Гарашем Мадатовым описанию Мехти Гусейнзаде в период учёбы в военном училище, был он среднего роста, широкоплечим, хорошо сложённым юношей. Характеризовался как активный и образцовый курсант. Побеждал в спортивных соревнованиях, неоднократно отмечался командованием за оформление ленинской комнаты, занимал первые места в конкурсах стенгазет.
В некрологе, написанном Митаром Раичевичем и напечатанном в газете «Партизанский дневник» 24 ноября 1944 года, изложена характеристика Мехти Гусейнзаде: «Безжалостный немецкий террор, голод и немыслимые мучения вынудили его вступить в немецкую армию, где он был восемь месяцев. В феврале этого года он перебежал на нашу сторону. За это время был разведчиком, совершал диверсионные акции, организовывал агитацию среди русских в немецкой армии, был бойцом. За всё время службы в народно-освободительной армии проявил себя находчивым разведчиком, умеющим выйти из любой ситуации. Он добывал информацию даже тогда, когда никто этого не ожидал. Как разведчик-диверсант, в акциях против оккупантов был он мастером, своего рода художником. Для него не было ничего невозможного. В качестве пропагандиста в немецких рядах, был он стойким и хитрым, как боец — храбрым, дерзким, неустрашимым и инициативным. Как работник — неутомим, как человек — сильный, спокойный, прилежный и скромный. Михайло был настоящим патриотом, которому трудно было видеть, как немецкие орды топчут его землю. После того, как немцы вынудили его вступить в их войско, он использовал первый же шанс, чтобы перейти в Народно-освободительную армию Югославии, которой отдал все свои силы и способности».
Михаил Талалай выделяет такие личные качества Гусейнзаде, как «дерзкая решительность в диверсиях, многочисленные гуманитарные таланты (он писал стихи, блестяще знал языки, музицировал, занимался живописью)», а также его «убеждённость в антифашизме».
Симон Вичич считал, что Мехти Гусейнзаде был «самым способным диверсантом» в их краях, умным и очень немногословным. Вот его характеристика Михайлы: «Он был правильным разведчиком. Он никогда не говорил, как его зовут. Он всегда был просто Михайлой. Он не рассказал, откуда он родом. Он сказал, что служил в Советской Армии, и больше ничего. Он говорил только с Царём. Он никогда ни с кем не болтал. Он всё держал в себе. Но он говорил по-русски, немного по-итальянски и безупречно по-немецки».
Марина Росси отмечает умение Мехти Гусейнзаде оказывать влияние на людей и вызывать их симпатии. По её изложению: «Магнетическая личность Мехти очаровывала товарищей по оружию, пленных, а также офицеров германского командования». Шамистан Назирли приводит воспоминания бывшего партизана Фаруха Султанова о жизнерадостности, оптимизме и весёлости Мехти, вселявшего веру и надежду в людей своей убеждённостью и целенаправленностью поиска возможностей вырваться из плена и легиона.
Джавад Хакимли описывает в книге «Интигам» глубокое чувство Мехти к подпольщице Савве. По его словам, Савва отвечала ему взаимностью.
Наряду с вышеизложенными личными качествами, Михайло играл на таре и сочинял стихи.
Сражаясь в далёкой Адриатике, Гусейнзаде не переставал помнить о своём отечестве. В одном из своих стихотворений он с исключительной теплотой вспоминает о своей родине:

Я хотел стать багряным осенним листом,

Чтобы ветра порыв подхватил бы меня,

И, подняв над лесами, над снежным хребтом,

На родной стороне опустил бы меня…
Оригинальный текст (азерб.)Nə olur bir sarı yarpaq olaydım,

Sabahın yelləri alaydı məni

Aşıb bəyaz qarlı hündür dağları

Vətən torpağına salaydı məni

Очень характерно свидетельствует о его любви к своему отечеству другое четверостишие, написанное им в конце 1943 года вдали от родины:

Ты вскормила и вырастила меня в своих объятиях.

Всего себя готов я принести тебе в жертву, Родина!

Не допущу, чтобы чужие руки оскверняли тебя,

Знай, что я твой верный сын, Родина!

- Картина кисти М. Гусейнзаде
- Натюрморт кисти М. Гусейнзаде
- Обложка книги «На боевых путях» (1936). Художник М. Гусейнзаде
- Стихотворение, написанное Гусейнзаде в апреле 1944 года в Италии, Пола

### Семья
У Мехти Гусейнзаде были две сестры — Пикя Ализаде и Хурриет Азизбекова. Племянник от старшей сестры — Акшин Ализаде, стал известным советским и азербайджанским композитором, народным артистом Азербайджанской ССР.

## Память
Подвиги Мехти Гусейнзаде обрели в Азербайджане значение национального символа борьбы с фашизмом. Ему посвящены произведения литературы, изобразительного искусства, кино и телевизионной документалистики. В Азербайджане и Словении в его честь воздвигнуты памятники и создан музей. Именем Гусейнзаде на родине героя названы улицы, школы, теплоход. Вместе с тем в Италии Мехти Гусейнзаде до недавнего времени не уделяли должного внимания. Историки Михаил Талалай и Федерико Тенка Монтини объясняют это следствием длительной непопулярности в стране словенского движения Сопротивления из-за продолжительного пограничного спора между Италией и Югославией и холодной войны. В 2013 году одним из первых написал очерк о Гусейнзаде Михаил Талалай в книге «Dal Caucaso agli Appennini. Gli azerbaigiani nella Resistenza italiana» (От Кавказа до Апеннин. Азербайджанцы в движении сопротивления Италии). Итальянскую историографию по теме дополнила известный историк-славист Марина Росси, рассказавшая в 2014 году о Гусейнзаде (Михайле) в отдельном разделе своей книги «Soldati dell’Armata Rossa al confine orientale 1941—1945» (Солдаты Красной армии на восточной границе 1941—1945).
Процесс мемориализации памяти о Мехти Гусейнзаде показывают следующие события:
- В 1954 году в Баку была издана повесть Имрана Касумова и Гасана Сеидбейли «На дальних берегах», рассказывающая о легендарном разведчике-партизане «Михайле»[183][184].
- В 1958 году по мотивам повести Касумова и Сеидбейли на киностудии «Азербайджанфильм» был снят художественный фильм «На дальних берегах» (реж. Тофик Тагизаде, в главной роли Нодар Шашик-оглы)[185], а в 2008 году на студии «Салнаме» — документальный фильм «Его звали Михайло» (реж. Таир Алиев)[186][187].
- В День Борца[сербохорв.] 4 июля 1960 года на братской могиле в Чеповане (Словения), где покоятся останки Мехти Гусейнзаде, был торжественно открыт мемориал погибшим воинам[188].
- В 1963 году вышла в свет книга воспоминаний друга Мехти Гусейнзаде Джавада Хакимли под названием «Интигам» («Месть»), в которой описывались боевые подвиги Михайлы, рассказывалось о буднях 1-й Русской ударной бригады и «русской» роты 3-й Словенской ударной бригады «Иван Градник»[189].
- В 1973 году в Баку был открыт памятник Мехти Гусейнзаде[190].
- 3 июля 1983 года в селе Витовле (Словения) была установлена мемориальная плита на месте гибели Гусейнзаде (Гусейнова) 2 ноября 1944 года[4].
- Именем Мехти Гусейнзаде назван футбольный стадион в Сумгаите, набережная в Мингечауре, средняя школа в селе Новханы (Баку)[191], улицы в Баку, Гяндже и Тертере[192].
- В 2007 году в селе Новханы, где родился отец Мехти Гусейнзаде[91], был воздвигнут памятник герою[193].

- 25 октября 2007 года в посёлке Шемпас (община Нова-Горица), вблизи которого погиб Гусейнзаде, состоялась торжественная церемония открытия бюста героя (скульптор — Акиф Аскеров)[194].
- В 2007 Горицкий музей[словен.] издал книгу Цирила Зупанца «Mihajlo, obveščevalec in diverzant IX. korpusa» (Михайло, разведчик и диверсант IX корпуса)[195].
- 29 декабря 2008 года в Национальном музее истории Азербайджана прошла научная конференция, посвящённая 90-летию со дня рождения Мехти Гусейнзаде[189], а с 6 по 12 мая 2010 года в Азербайджанском музее «Истиглал» прошла выставка «Поучительные уроки истории», посвящённая 65-летию победы над фашизмом, на которой были представлены личные вещи Михайлы[196].

- 10 июня 2011 года в посёлке Шемпас состоялось открытие Мемориального музея Героя Михайлы[словен.]. В церемонии принимали участие президенты Азербайджана Ильхам Алиев и Словении Данило Тюрк[197].
- 7 декабря 2012 года в Словении состоялась презентация романа писателя П. Амалиетти[198] под названием «Один за всех или месть Михайлы» о легендарном партизане Мехти Гусейнзаде[199].
- 12 декабря 2013 года почтой Азербайджана выпущена почтовая марка № 1130, посвящённая 95-летию Мехти Гусейнзаде[200].
- 21 декабря 2013 года, в ознаменование 95-летнего юбилея Мехти Гусейнзаде, на братской могиле в посёлке Чепован, где похоронен герой, был открыт новый мемориальный комплекс, созданный при поддержке ГНКАР и Министерства культуры и туризма Азербайджана[201].
- В 2014 году в Италии опубликована книга профессора Университета города Триест Марины Росси под названием «Soldati dell’Armata rossa al confine orientale 1941—1945». Деяниям Мехти Гусейнзаде посвящён раздел книги «Mehdi Huseynzade (Mikhajlo) tra realtà e leggenda» (Мехти Гусейнзаде (Михайло) между реальностью и легендой)[202].
- 17 ноября 2017 года в словенском городе Марибор открыли памятник Мехти Гусейнзаде[203].
- В 2018 году на Украине по случаю 100-летия Мехти Гусейнзаде выпущена почтовая марка[204].
- В 2023 году издательство «Алетейя» опубликовало русский перевод книги Марины Росси «Soldati dell’Armata rossa al confine orientale 1941—1945» под названием «Советские партизаны и освобождение Италии»[205].

### Комментарии
1. ↑  Фамилия Гусейнов значится в некрологе 9-го корпуса НОАЮ, опубликованном в газете «Партизанский дневник[словен.]» от 24 ноября 1944 года[3], на мемориальной доске на месте гибели Гусейнзаде в селе Витовле[4], в документах МГБ АзССР 1946—1952 годов, показанных в фильме Таира Алиева «Его звали Михайло»[5], а также в послевоенных свидетельствах члена советской военной миссии при 9-м корпусе Ивана Рыбаченкова[6]. В большинстве остальных источников, в том числе в Азербайджанской советской энциклопедии, указана фамилия Гусейнзаде[7][8].
2. ↑  Термин «Словенское Приморье», реже «Приморская Словения», в период Второй мировой войны не имел территориального определения. Под этим названием чаще всего подразумевалась часть территории Юлийской Крайны, как по-словенски и хорватски называли Венецию-Джулию, пролегающая с востока на запад от границы между Королевством Италия и Королевством сербов, хорватов и словенцев, установленной Рапалльским договором, и до старой границы между Италией и Австро-Венгрией по состоянию на 1915 год (исключая хорватские территории и Канальскую долину[словен.]). Этим термином также обозначалась западная часть словенской этнической территории, включая Венецианскую Словению, Резию и Канальскую долину[9].
3. ↑  Мадатов писал, что Мехти сначала отправился в Москву с целью поступления в Академию художеств, но, изменив свои планы, поступил в Ленинградский институт иностранных языков на факультет французского языка[21].
4. ↑  Согласно воспоминаниям Джавада Хакимли, он познакомился с Мехти Гусейнзаде в лагере для военнопленных в Николаеве[укр.][27].
5. ↑  Марина Росси приводит утверждение Мирдамата Сеидова о том, что ему и его товарищам пришлось пойти на коллаборационизм, чтобы не умереть[30].
6. ↑  Историк Николай Дембицкий[укр.] пишет: «Основными мотивами, повлиявшими на решение военнопленных служить в немецких формированиях, были спасение от голода и зверств, чинимых немцами в лагерях, страх быть расстрелянными, а некоторые лелеяли надежду при первой возможности сбежать к партизанам или перейти линию фронта, что часто и происходило… Нельзя и отрицать тот факт, что часть военнопленных, особенно перебежчиков, служили немцам по убеждению»[34].
7. ↑  Историк Мадатов относил к активу подпольной организации Мехти Гусейнзаде, Рза Агазаде, Джамиля Исмайлова, Мирдамата Сеидова, Джавада Хакимли, Микаила Кулибекова и других[32].
8. ↑  Зона действий 9-го корпуса простиралась с севера на юг от Юлийских Альп до Адриатики, а с востока на запад от Гореньски и стратегически важной железнодорожной линии Любляна — Постойна — Триест до Фриульской равнины[итал.]. Северная часть корпусного района была трудной для базирования и ведения боевых действий из-за её высокогорности, малонаселённости и суровых зим. По этой причине подразделения корпуса периодически оттягивались отсюда в центральную лесистую часть операционного района, в основном постоянно контролировавшуюся партизанскими войсками. Это была территория, включающая ущелье Башка-Грапа[словен.], горы Шкофьелошко-Грибовье[словен.] и плато Трновский лес и Баньшка-Планота. Корпус состоял к началу 1944 года из двух дивизий (30-й и 31-й), Идрийско-Толминского, Доломитского, Гореньского, Западнокорошского, Бришко-Бенешского и Южно-Приморского партизанских отрядов, а также подразделений Службы безопасности и разведки Освободительного фронта Словении (с 1 марта 1944 года — войск государственной безопасности (словен. Vojska državne varnosti, сокр. ВДВ)), при этом особое место в операционной деятельности этих подразделений принадлежало минёрско-диверсионным взводам партизанских отрядов и дивизий, уничтожавшим инфраструктуру оккупантов на всём участке корпуса, вплоть до Фриули[48][49].
9. ↑  В рядах партизан Италии и Словении военнослужащих 162-й (тюркской) пехотной дивизии и восточных легионов вермахта — кавказцев, туркестанцев, выходцев из советской Азии — называли монголами. Историк Михаил Талалай отмечает, что «монголы», переходившие к партизанам, «становились „русскими“, а то даже и „советскими“, что подчёркивало их новую роль соучастников советской армии, которая победоносно двигалась к Берлину»[51].
10. ↑  В условном названии станции курьерской связи буква «П» обозначает Приморье[58].
11. ↑  Ко времени создания «русской» роты лиц русской национальности в ней не было[61]. Русскими в Югославии по установившейся традиции во время Второй мировой войны называли граждан СССР и военные формирования НОАЮ, состоявшие полностью или частично из представителей многих национальностей Советского Союза[62].
12. ↑  В дальнейшем «русская» рота была включена в состав 1-го батальона бригады[63].
13. ↑  Марина Росси приводит разъяснение бывшего партизанского диверсанта Риккардо Горуппи (итал. Riccardo Goruppi) о задачах и деятельности таких взводов: «Группы (взводы́) минёров состояли из 20—25 человек, действующих в оккупированных немцами районах, особенно в Триесте, Гориции и на Красе. ОЗНА, тайная полиция словен. Odsek za zašcito naroda (Отдел защиты народа), осуществляла контроль над боевиками, но объекты диверсий выбирались взводом. Взводы́ наносили удары по железным дорогам, грузам оружия, мостам, казармам, обозам, грузовикам… На первом этапе они были отдельными группами»[67].
14. ↑  Шамистан Назирли приводит текст листовки, написанной, по словам Джавада Хакимли, Мехти Гусейнзаде вместе с ним, отпечатанной на азербайджанском и русском языках и распространявшейся в среде бывших военнопленных: «Дорогие товарищи! Свобода и время мести, которые мы с нетерпением ждали, наступили. Теперь слово за вами. Вместе с другими товарищами вам необходимо быть в назначенное время в заранее точно определённом месте. О них вам скажет человек, который вручит письмо. Задержка и откладывание побега будут караться смертью. Отряды партизанских объединений обязательно обеспечат вам переход на сторону партизан. Прочти, передай товарищу. Земляки. Смерть фашизму — свобода народу!»[27].
15. ↑  Военно-исторический институт в Белграде в примечании к отчёту штаба 31-й дивизии в штаб 9-го корпуса от 7 мая 1944 года пишет, что штаб 31-й дивизии направил Мехти Гусейнзаде по его просьбе в Триест со специальными разведывательно-диверсионными заданиями, все из которых он выполнил: «Мехти Гусейнзаде (Михайло) в течение 1944 года взорвал 6 немецких казарм в Триесте, немецкий военный кинотеатр,…»[80].
16. ↑  Югославская газета «Борба» сообщала в статье «Две акции в Триесте», опубликованной в выпусках за 5—6 июня 1955 года, что Михайло был отправлен командованием 31-й дивизии в Триест с заданием совершить диверсии против немецких войск. Для обеспечения действий Михайлы на контролируемой немцами территории разведчики выдали ему немецкое удостоверение личности и пропуск[81].
17. ↑  «Хронология освободительной борьбы народа Югославии 1941—1945 годов» сообщает о совершении диверсии в «офицерском доме» в Триесте 22 апреля 1944 года[87]. Казнь заложников совершена на следующий день 23 апреля[88]. В отчёте штаба 31-й Словенской дивизии от 7 мая 1944 года диверсия в  «офицерском доме» в Триесте датирована 23 апреля 1944 года[80]. Мадатов приводит выдержку из донесения штаба 31-й дивизии, где указано днём диверсии 23 апреля[89].
18. ↑  В советских публикациях сообщалось о совершении диверсии 22 апреля 1944 года Мехти Гусейнзаде совместно с Мирдаматом Сеидовым[90]. Участие последнего опровергает Ругия Алиева[91]. Марина Росси в результате анализа имеющихся материалов заключает: «Без тени сомнения следует, что исполнителем акции на улице Гега был только Мехди Гусейнзаде. До ознакомления с записями Жиляева, при отсутствии других доказательств, триестские ветераны-партизаны поверили Мирдамату Сеидову, который после диверсии в кинотеатре в Опичине хотел приписать себе, наряду с Михайлой, также эту вторую диверсию»[92].
19. ↑  Цирил Зупанц цитирует текст листовки: «Солдаты должны знать, что Оперативная зона Адриатического побережья находится под надзором партизан. Поэтому они всегда должны быть готовы к их атакам. Партизаны тоже ходят в немецкой форме и говорят по-немецки. Бывает, минируют столовые и места, где стоят немецкие солдаты. Особенно опасно на второстепенных дорогах. Поэтому немецкие солдаты никогда не должны ходить в одиночку, а всегда группами. Оружие всегда должно быть под рукой. Солдаты должны посещать только те рестораны, которые им разрешены. При встрече с чужими автомобилями следует быть очень осторожными, так как в них могут быть бандиты. Партизанские шпионы также постоянно работают. Телефонные разговоры небезопасны, потому что их часто прослушивают. Вообще, лучше всего, чтобы немецкие солдаты не заводили никаких знакомств, а особенно осторожно им следует быть с женщинами и в заведениях общепита. Если кто-то вызывает подозрение, то следует немедленно сообщить о нём или арестовать его!» Разведывательный центр 31-й дивизии немедленно после получения листовки сообщил о ней в Разведывательный центр штаба 9-го корпуса. Текст листовки с комментариями был опубликован 1 мая 1944 года в газете 9-го корпуса НОАЮ «Партизанский дневник» (с 1 июня 1944 года — газета Освободительного фронта в Словенском Приморье и Гореньске[98])[99].
20. ↑  Толя — партизанский псевдоним Таги Ализаде, 1924 года рождения. Погиб 4 апреля 1945 года. На памятнике в селе Ренче[словен.], установленном над братской могилой советских партизан, воевавших в Словенском Приморье, Таги Ализаде ошибочно указан как Анатолий Алиев»[104].
21. ↑  Марина Росси указывает, что Фриц — это псевдоним, его личность до сих пор не установлена. О нём сообщается, как об австрийском офицере родом из Марибора, бывшем адъютанте 314-го Азербайджанского полка[60].
22. ↑  Мамедов Энвер Гусейнович, 1921 года рождения, уроженец села Умудлу Агдамского района, азербайджанец, мл. лейтенант[104][107][108].
23. ↑  Гараш Мадатов пишет, что в специальную группу, созданную в начале 1944 года при штабе 9-го корпуса и возглавляемую Мехти Гусейнзаде, входили, кроме словенцев, Мирдамат Сеидов, Таги Алиев и Энвер Мамедов[109].
24. ↑  Савва — боевой псевдоним подпольщицы ОФ, которая в феврале 1944 года помогала Мехти Гусейнзаде с группой товарищей добраться до 3-й Словенской ударной бригады «Иван Градник»[64].
25. ↑  В октябре 1944 года немецкие войска начали массированное наступление на освобождённые партизанами территории Словении… Н. С. Пилько пишет: «IX корпус сосредоточил свои силы в районе течения р. Соча. Подобные действия принудили германскую армию начать новые операции в Трновском лесу»[121].
26. ↑  Бывший диверсант Адам Зорн-Ковач заполнил 24 ноября 1952 года анкету для получения Партизанского памятного знака 1941 года[126].
27. ↑  После войны в окрестностях Чепована, Трново, Трновском лесу и на Баньшка-Планоте было много одиночных партизанских могил. До 1955 года большая часть останков были перенесены родственниками на местные кладбища. Остальные в том же году перезахоронили в Чеповане в общей могиле, а в 1957 году в ней перезахоронили и останки Мехти Гусейнзаде. Его имя выгравировали первым в списке 22 погибших бойцов[133].
28. ↑  Как отмечает Ругия Алиева, на памятном камне из красного гранита у памятника Мехти Гусейнзаде в Баку указана неправильная дата его смерти — 16 ноября 1944 года[91]. Эта же дата значится также в статье о Мехти Гусейнзаде в Азербайджанской советской энциклопедии[8].

### Книги
- Алиева, Ругия. Азербайджанцы в европейском движении сопротивления. — Баку: Ветен, 2005. — 243 с.
- Бушуева Т. С. (составитель). Советские люди в освободительной борьбе югославского народа: 1941—1945 гг. Воспоминания, документы и материалы. — М.: Наука, 1973. — 207 с.
- Велиева, Медина; Ширинова, Лала. Азербайджан в Великой Отечественной войне 1941—1945 гг. Библиография / научн. ред. Тахиров, К.. — Баку: Национальная Библиотека Азербайджана, 2020. — 560 с. — ISBN 978-9952-526-75-2.
- Гасанлы, Дж. П. Хрущёвская оттепель и национальный вопрос в Азербайджане (1954-1959). — М.: Флинта, 2009. — С. 305—306. — ISBN 978-5-9765-0792-0.
- Герои Советского Союза: историко-статистический очерк. — Военное изд-во, 1984.
- Дробязко С. И., Романько О. В., Семёнов К. К. Иностранные формирования Третьего рейха. — М.: АСТ: Астрель, 2011. — 830 с. — ISBN 978-5-17-070068-4.
- Жиляев, Григорий Александрович. Записки партизана. — Баку: Азербайджанское издательство детской и юношеской литературы, 1957. — 173 с.
- Иванов Н. С. (сост.). Советские люди в европейском сопротивлении : воспоминания и документы / Комолова Н. П.. — М.: Институт всеобщей истории АН СССР, 1991. — Т. 1. — 254 с. — ISBN 5-201-00407-5.
- Казак В. Н. Побратимы. Советские люди в антифашистской борьбе народов балканских стран 1941—1945. — М.: Мысль, 1975. — 176 с.
- Касумов, Имран; Сеидбейли, Гасан. На дальних берегах. — Баку: Азербайджанское издательство детской и юношеской литературы, 1954. — 296 с.
- Колпакиди, А. И.; Прохоров, Д. П. Всё о внешней разведке. — М.: Олимп, АСТ, 2002. — ISBN 5-17-012895-9.
- Мадатов, Гараш. Герой Советского Союза Мехти Гусейн-заде: К 30-летию победы советского народа в Великой Отечественной войне. — Баку: Гянджлик, 1975. — 28 с.
- Мадатов, Г. А. Азербайджан в Великой Отечественной войне Советского Союза: 1941—1945. — Баку: Элм, 1975. — 403 с.
- Материалы по истории Азербайджана. — Баку: Изд-во АН Азербайджанской ССР, 1963. — Т. 6.
- Мешади Азизбеков, пламенный борец за власть советов: речи, документы и материалы. — Баку: Азернешр, 1976. — 285 с.
- История Великой Отечественной войны Советского Союза, 1941—1945: Изгнание врага из пределов Советского Союза и начало освобождения народов Европы от фашистского ига (1944 год) / Минасян, М. М.. — М.: Военное издательство, 1962. — Т. 4. — 740 с.
- История Второй мировой войны 1939—1945. — М.: Военное издательство, 1978. — Т. 9.
- Пилько, Н. С. Словения в годы оккупации (1941—1945) // История Словении / Кирилина Л. А.; Пилько Н. С.; Чуркина И. В.. — СПб.: Алетейя, 2011. — С. 329—380. — 480 с.
- Росси, Марина. Советские партизаны и освобождение Италии / Талалай, М. Г.. — СПб.: Алетейя, 2023. — 216 с. — ISBN 978-5-00165-628-9.
- Семиряга М. И. Советские люди в европейском сопротивлении. — М.: Наука, 1970.
- Сергиенко А. М. АГОН — авиационная группа особого назначения. — М.: Андреевский флаг, 1999.
- Гусейн-заде Мехти Ганифа оглы // Советская военная энциклопедия. В 8 томах. / Огарков, Н. В.. — М.: Воениздат, 1977. — Т. 3. — С. 75—76. — 672 с.
- Талалай, Михаил. Русские участники Итальянской войны 1943—1945 : партизаны, казаки, легионеры. — М.: Старая Басманная, 2015. — 408 с. — ISBN 978-5-906470-40-9.
- Шаламова, Л. «Михайло» // Великий Октябрь и Советский Азербайджан (Экспонаты рассказывают) / под ред. П. А. Азизбековой. — Баку: Элм, 1977. — С. 115—117.
- Мәдатов, Г. Ә. Һүcejнзaдә Mehди Һанифә Оғлу // Азәрбајҹан Совет Енсиклопедијасы (азерб.). — Баку, 1987. — Т. 10. — С. 283. — 610 с.
- Меһди Һүсейнзадә һаггында (азерб.). — Бакы: Азәрбайҹан Ушаг вә Ҝәнҹләр Әдәбийяты Нәшрийяты, 1957.
- Anić, Nikola, Joksimović, Sekula, Gutić, Mirko. Narodno oslobodilačka vojska Jogoslavije. Pregled Razvoja Oruzanih Snaga Narodnooslobodilnackog pokreta 1941—1945 (сербохорв.) / Uroš KOSTIĆ. — Beograd: Vojnoistorijski institut, 1982.
- Apostolski, Mihailo; Kačavenda, Petar; Živkovíc, Dusǎn. Narodni heroji Jugoslavije (сербохорв.). — Beograd: Narodna knjiga, 1982. — Т. 2.
- Brajović, Petar; Andrič, Milan. Hronologija oslobodilačke borbe naroda Jugoslavije, 1941—1945 (сербохорв.). — Beograd: Vojnoistorijski institut, 1964.
- Dželebdžić, Milovan. Obaveštajna služba u narodnooslobodilačkom ratu 1941—1945 (сербохорв.) / Kostić, Uroš. — Beograd: Vojnoistorijski institut, 1987. — 292 с.
- Ferenc, Tone. Kapitulacija Italije in narodnoosvobodilna borba v Sloveniji jeseni 1943 (словенск.). — Maribor: Obzorja, 1967.
- Gentile, Carlo. Wehrmacht und Waffen-SS im Partisanenkrieg: Italien 1943–1945 (нем.). — Paderborn/München/Wien: Schöningh, 2012. — 466 S. — ISBN 978-3-506-76520-8.
- Huseynov R. Descendant of two nations: Mihaylo (англ.) / Editor J. Gasymov. — Баку: CBS, 2011. — 48 p.
- Klanjšček, Zdravko. Narodnooslobodilački rat u Sloveniji 1941—1945 (сербохорв.). — Beograd: Vojnoistorijski Institut, 1984.
- Primorski slovenski biografski leksikon (словенск.) / Jevnikar, Martin (urednik). — Gorica: Goriška Mohorjeva družba, 1984. — Т. 10. snopič.
- Primorski slovenski biografski leksikon. 15. snopič (словенск.) / Jevnikar, Martin (urednik). — Gorica: Goriška Mohorjeva družba, 1989. — Т. 15.
- Nəzirli, Şəmistan. Əfsanəvi Mixaylo (азерб.). — Baki: Qələm, 2013. — ISBN 978-9952-465-98-3.
- Petelin, Stanko. Gradnikova brigada (словенск.). — Ljubljana: Tiskarna «Jože Moškrič», 1983.
- Petelin, Stanko. Enaintrideseta divizija (словенск.). — Ljubljana: Založba borec, Partizanska knjiga, 1985.
- Rossi, Marina. Mehdi Huseynzade (Mikhajlo) : tra realtà e leggenda // Soldati dell' Armata Rossa al confine orientale 1941—1945 (итал.). — Gorizia: LEG, 2014. — P. 131—160. — 345 p. — ISBN 978-88-6102-335-2.
- Arhiv Republike Slovenije. Ф. SI AS 1846 / t. e. 288 Brigade tridesete divizije, 1943—1945 (Fond/zbirka). Д. «Ruski bataljon» pri XXX divizije Devetega korpusa NOV in POJ okt. 1943 — maj 1945. Primorska Slovenija.
- Troha, Nevenka. Politika slovensko-italijanskega bratstva: slovansko-italijanska antifašistična unija v coni A Julijske krajine v času od osvoboditve do uveljavitve mirovne pogodbe (словенск.). — Ljubljana: Arhiv Republike Slovenije, 1998. — 208 с. — ISBN 961-6137-22-0.
- Veze u NOB: ratna sećanja, 1941—1945 (сербохорв.). — Beograd: Vojnoizdavački zavod, 1981. — Т. 3.
- Zbornik dokumenata i podataka o narodnooslobodilačkom ratu jugoslovenskih naroda. Borbe u Sloveniji 1943 god (сербохорв.) / Fabljan Trgo. — Beograd: Vojnoistorijski institut, 1960. — Т. 6, knj. 9.
- Zbornik dokumenata i podataka o Narodnooslobodilačkom ratu jugoslovenskih naroda (сербохорв.) / Stevo  Kovačević. — Beograd: Vojnoistorijski institut, 1962. — Т. 6, knj. 10.
- Zbornik dokumenata i podataka o Narodnooslobodilačkom ratu jugoslovenskih naroda (сербохорв.) / Trgo, Fabijan. — Beograd: Vojnoistorijski institut, 1967. — Т. 6, knj. 13.
- Zbornik dokumenata i podataka o Narodnooslobodilačkom ratu jugoslovenskih naroda (сербохорв.) / Trgo, Fabijan. — Beograd: Vojnoistorijski institut, 1969. — Т. 6, knj. 16.
- Zbornik dokumenata i podataka o Narodnooslobodilačkom ratu jugoslovenskih naroda (сербохорв.) / Krstić, Miloš. — Beograd: Vojnoistorijski institut, 1970. — Т. 6, knj. 17.
- Žiljajev, Grigorij Aleksandrovič. Kaj nas je povezovalo? Zapisi 1943—1945 (словенск.). — Nova Gorica: Odbor skupnosti 30. div.: OOZZB, 2004. — 156 с.
- Zupanc, Ciril. Mihajlo, obveščevalec in diverzant IX. korpusа (словенск.). — Nova Gorica: Goriški muzej, 2007. — 32 с. — ISBN 9616201328.

### Статьи
- Агаев, Низами. Легенда о Михайло: 55 лет назад началась экранная жизнь знаменитого азербайджанского фильма «На дальних берегах» // Азербайджанские известия : газета. — 2013. — 17 август. — С. 3.
- Алиева, Рейхан. Памяти Мастера // Азербайджанские известия. — 2014. — 7 май. — С. 3.
- Алиева, Ругия. Гордость народа — Михайло. К 100-летию со дня рождения Героя Советского Союза Мехти Гусейнзаде // Каспiй. — 2018. — 22 декабрь. — С. 10—11.
- Байц, Горазд. Словенские и англо-американские источники о сотрудничестве в области военной разведки в Словении и на югославско-итальянской границе в 1944-1945 гг. // Slovenica II. Славянский межкультурный диалог в восприятии русских и словенцев. К юбилею И. В. Чуркиной : альманах. — М.: Институт славяноведения Российской академии наук, 2011. — С. 181—191. — ISBN 978-5-7576-0248-6.
- Бушуева Т. С. «Русские» роты и батальоны в Народно-освободительной армии Югославии // Советское славяноведение : журнал. — М.: Наука, 1972. — Вып. 3. — С. 11—20.
- Гусейнов, Абдул. В декабре Герою Советского Союза Мехти Ганифа оглы Гусейнзаде исполнилось бы 90 лет // Азербайджанский Конгресс : газета. — 2008. — 12 декабрь.
- Дембицкий Н. П. Судьба пленных // Война и общество : сборник. — М.: Наука, 2004. — С. 232—264.
- Жиляев, Г. А. «Товарищ Михайло» // Общий заголовок статьи: «Голос дружбы и братства». Подзаголовок: Обзор писем читателей // «Правда» : газета. — 1956. — 31 май (№ 152 (13815)). — С. 3.
- Зеленин В. В. Участие советских людей в народно-освободительной войне Югославии // Советское славяноведение : журнал. — М.: Наука, 1965. — Вып. 6. — С. 35—39.
- Назирли, Шамистан. Соратники «Михайло» // Зеркало : газета. — 2009. — Вып. 8, 15, 22, 29 августа — 05 сентября.
- Назирли, Шамистан. Михайло и его соратники (начало) // Каспий : газета. — 2009. — 21 ноябрь. — С. 9.
- Назирли, Шамистан. Михайло и его соратники (окончание) // Каспий : газета. — 2009. — 5 декабрь. — С. 10—11.
- Росси, Марина. Советские солдаты в партизанских батальонах гарибальдийцев // Военно-исторический журнал : журнал. — М., 2001. — Вып. 6. — С. 57—63.
- Росси, Марина. Катра // Под ред. Королёвой Л. А. (Россия), Гальярдо А. (Италия) и др. Движение Сопротивления в Италии и советские партизаны : сборник. — М.: Гелиос АРВ, 2017. — С. 486—489. — ISBN 978-5-85438-259-5.
- Талалай, М. Г. Партизан «Михайло» — интернациональный герой Мехти Гусейнзаде // Россия и Словения: опыт военного прошлого во имя мирного будущего: сборник материалов Международной научной конференции 8—9 ноября 2018 г.. — Тула: Тульский Государственный музей оружия, 2018. — С. 89—94.
- Čampa, Marjeta. Partizanski dnevnik 1944—1945 (словенск.) // Prispevki za novejšo zgodovino (before 1960: Prispevki za zgodovino delavskega gibanja) : журнал. — Ljubljana: Inštitut za novejšo zgodovino, 1976. — Zv. 1—2, izd. 16. — S. 121—157.
- Deželak-Barič, Vida. Zdravko Klanjšček, Deveti korpus slovenske narodnoosvobodilne vojske 1943—1945 (словенск.) // Prispevki za novejšo zgodovino : журнал. — Ljubljana: Inštitut za novejšo zgodovino, 1999. — Zv. Vol 39, izd. 2 (1999). — S. 225—229.
- Grob v kinu in jedilnici (словенск.) // Partizanski dnevnik : газета. — 1944. — 4 maj (štev. 115).
- Savić, Dragan. Dvije akcije u Trstu (сербохорв.) // Borba : novine. — 1955. — 5—6 июнь (№ 132—133).
- Visintin, Pierluigi. L’assalto alle carceri di Udine: un’azione romanzesca (итал.) // Patria Indipendente : журнал. — Roma: Associazione Nazionale Partigiani d'Italia, 2004. — 30 dicembre (n. numero 10 del 2004). — P. 25—26.

### Веб-ресурсы
- Аббасов, Ильхам. Азербайджанские герои югославского Сопротивления: история ещё полностью не изучена. Aqreqator.az (14 мая 2021). Дата обращения: 31 марта 2023.
- Сын советского разведчика о Мехти Гусейнзаде. Бакинский рабочий (21 декабря 2018). Дата обращения: 28 марта 2023.
- Документальный фильм «Его звали Михайло» удостоен награды в Санкт-Петербурге. АЗЕРТАДЖ (8 ноября 2010). Дата обращения: 12 марта 2023.
- Гулиева, Наталья. Около двух страниц занимает перечисление диверсионных актов Мехти Гусейнзаде. Интервью с Ильхамом Аббасовым. Media.Az (22 декабря 2022). Дата обращения: 1 февраля 2023.
- Гулиева, Наталья. Неизвестные ранее азербайджанские партизаны Европы - кто они? Интервью с Ильхамом Аббасовым. Media.Az (22 января 2021). Дата обращения: 27 января 2023.
- Как азербайджанец стал народным героем Югославии. Sputnik Азербайджан (7 февраля 2021). Дата обращения: 25 февраля 2023.
- Герой с дальних берегов : Подвиги легендарного «Михайло» — Мехти Гусейнзаде — по-прежнему живы в памяти благодарных соотечественников. Азербайджанские известия (4 мая 2019). Дата обращения: 24 января 2023.
- Нифталиев, Эльгюн. По случаю 95-летнего юбилея отважного сына азербайджанского народа Мехти Гусейнзаде в словенском посёлке Чепован открыт мемориальный комплекс. АЗЕРТАДЖ (23 декабря 2013). Дата обращения: 28 марта 2023.
- Abbasov, Ilham. Azerbaijani heroes of the Yugoslav Resistance: the history has not yet been fully studied (англ.). Sputnik Azerbaijan (14 мая 2021). Дата обращения: 25 января 2023.
- Ervin Hladnik — Milharčič[словен.]. Slovenski junak (словен.). Dnevnik. Družba Dnevnik, d. d. (30 июля 2011). Дата обращения: 15 января 2023.
- Montini, Federico Tenca. Recensione di Soldati dell'armata rossa al confine orientale, Marina Rossi (итал.). Academia.edu. Zapruder no 39 (2016). Дата обращения: 18 апреля 2023.
- В Институте философии состоялась встреча с итальянским учёным. science.gov.az. Национальная Академия Наук Азербайджана (28 марта 2018). Дата обращения: 19 апреля 2023.
- Predstavitev knjige Marine Rossi z naslovom «Vojaki Rdeče armade na vzhodni meji» (словен.). Italijanski inštitut za kulturo v Sloveniji (10 ноября 2016). Дата обращения: 7 февраля 2023.
- Propagandatruppen des Heeres. 2. Propagandakompanien und Züge (нем.) (сайт). Lexikon der Wehrmacht. Дата обращения: 16 февраля 2023.
- Visintin, Pierluigi. Quei Diavoli rossi di Udine (итал.). Patria Indipendente. Associazione Nazionale Partigiani d'Italia (30 декабря 2004). Дата обращения: 18 февраля 2023.